# Les Voyages de l'âme
Les Voyages de l'âme  è il terzo album in studio del gruppo musicale francese Alcest, pubblicato il 6 gennaio 2012 dalla Prophecy Productions.

## Tracce
Testi e musiche di Neige, eccetto dove indicato.
1. Autre Temps – 5:50
2. Là où naissent les couleurs nouvelles – 8:50
3. Les Voyages de l'âme – 7:00
4. Nous sommes l'émeraude – 4:20 (testo: Charles Van Lerberghe)
5. Beings of Light – 6:11
6. Faiseurs de mondes – 7:57
7. Havens – 2:11
8. Summer's Glory – 8:05

## Formazione
Gruppo
- Neige – voce, chitarra, basso, sintetizzatore
- Winterhalter – batteria

Produzione
- MK – produzione
- Markus Stock – registrazione
- Neb Xort – missaggio, mastering
- Fursy Teyssier – copertina
- Valnoir – design